# Tephrosia potosina
Tephrosia potosina är en ärtväxtart som beskrevs av Townshend Stith Brandegee. Tephrosia potosina ingår i släktet Tephrosia och familjen ärtväxter. Inga underarter finns listade i Catalogue of Life.